# Пятницкий, Владимир Иосифович
Владимир Иосифович Пятницкий (род. 1925) — советский писатель, сын революционера Осипа Ароновича Пятницкого.

## Биография
В конце 1937 вся семья Пятницких была арестована, в 13-летнем возрасте в течение нескольких месяцев содержался в детском приёмнике НКВД в Свято-Даниловском монастыре. Затем отправили на Кубань в колонию малолетних преступников, откуда вскоре он сбежал, бродил по казачьим станицам, но был задержан в Армавире и направлен в детский дом в станицу Вознесенскую. В детском доме создал комсомольскую организацию и вместе с директором детдома В. Сафроновым, учеником А. С. Макаренко, внедрял его наследие. 
Летом 1942 вступил в истребительный отряд Лабинского района, и вместе с районной колонной отступал с боями до Махачкалы. Был направлен в 28-ю запасную бригаду, где получил военную специальность пулемётчика, затем проходил подготовку в секретной диверсионно-разведывательной спецшколе № 005 ЦШПД. В ноябре 1942 в составе диверсионно-разведывательного отряда № 55 «Мститель» был заброшен на оккупированную немцами территорию Калмыцкой республики, на левый фланг Сталинградского фронта. Участвовал в восстановлении советской власти на территории Приютненского района, работая районным прокурором. 
С мая 1943 вновь в рядах действующей армии, в составе 5-го гвардейского корпуса прошёл с боями путь от Ростова-на-Дону до австрийских Альп, будучи командиром сводной разведывательной группы дивизии, офицером связи 12-й гвардейской казачьей дивизии, а после войны командиром знаменного взвода дивизии. Затем служил комсоргом военного завода № 50 МВС Северо-Кавказского военного округа.
После демобилизации из армии в 1948 пытался вернуться в столицу по месту рождения, но при попытке получения паспорта был выдворен, как «сын врага народа». Уехав после этого в Ленинград, поступил на работу на Балтийский завод, где работал судосборщиком, электросварщиком, будучи одновременно комсоргом крупнейшего на заводе корпусного цеха. Во время «Ленинградского дела» дважды пытались исключить из ВКП(б), но рабочие цеха защитили его, не поддержав намерений заводского партийного комитета. Однако всё равно уволили с завода как «неблагонадёжного», после чего ему пришлось перебиваться случайными заработками. В 1950 женился и стал отцом двоих сыновей, один из которых умер в 1984. После реабилитации родителей и старшего брата в 1956, окончил сначала Ленинградский вечерний судостроительный техникум, а потом Ленинградский кораблестроительный институт. После этого работал в различных судостроительных предприятиях, затем в Ленинградском совнархозе, курируя военное судостроение. После ликвидации совнархозов он работал на объектах ленинградской промышленности, директором завода и начальником производства крупного объединения.
В годы перестройки стал одним из создателей ленинградского отделения общества «Мемориал», «Ассоциации жертв политических репрессий» и ряда благотворительных организаций. Является председателем общественного совета городского центра ветеранов и пожилых людей «Надежда», председателем издательского совета газеты «Вестник ветерана». Также занимается публицистической деятельностью, опубликовав несколько книг. Редакция энциклопедии «Лучшие люди России» в третьем выпуске поместила Владимира Иосифовича Пятницкого в разделе «Родины славные сыны».

## Публикации
- Пятницкий В. И. Заговор против Сталина. — М.: Современник, 1998. — ISBN 5-270-01175-1[1].
- Пятницкий В. И. Осип Пятницкий и Коминтерн на весах истории / Под общ. ред. А. Е. Тараса. — Минск: Харвест, 2004. — 720 с. — 3000 экз. — ISBN 985-13-2140-0.
- Пятницкий В. И., Старинов И. Г. Разведшкола № 005. История партизанского движения. — Мн.: Харвест, 2005. — ISBN 5-17-013599-8, 985-13-2679-8.
- Пятницкий В. И. Казаки в Великой Отечественной войне, 1941—1945. — М.: Яуза, 2007[2].